# Línea de Alta Velocidad Oporto-Vigo
La línea ferroviaria de alta velocidad Oporto-Vigo es una línea ferroviaria de alta velocidad propuesta en Portugal, que une su segunda ciudad más grande, Oporto, con la ciudad española de Vigo, en Galicia .

## Plan inicial
Actualmente, Oporto y Vigo cuentan sólo con el tren Celta, que, aunque desde 2021 circula por una ruta totalmente electrificada, sigue utilizando un motor diésel, y tarda 2 horas y 23 minutos entre las dos ciudades.
Los trenes de alta velocidad en Portugal se planificaron en la década de 1990 y se anunciaron formalmente en 2005, pero sufrieron varios retrasos, así que sólo en 2020 se reactivó el plan, y solo como parte de una iniciativa del gobierno portugués para invertir 43 mil millones de euros en proyectos de infraestructura hasta 2030. Se espera que el proyecto esté terminado en 2032.  

## Construcción
La fase inicial consistirá en una línea entre la ciudad portuguesa de Braga y la ciudad de Vigo con un coste de 900 millones de euros, con un tiempo de viaje propuesto de 30 minutos entre las dos ciudades. Una vez finalizado el tramo del túnel hasta la Estación de Porto-Campanhã, el viaje completo duraría alrededor de 50 minutos.

## Trazado
La línea conectará Oporto con Vigo a través de un túnel hasta el aeropuerto de Oporto y luego hasta Braga, Ponte de Lima y Valença, aliviando la capacidad de la actual Línea Minho . En Vigo se uniría a la línea de alta velocidad del Eje Atlántico también tunelizada en la actual Estación de Ferrocarril Vigo-Urzáiz. 